# UWI FC
University of the West Indies Football Club (comúnmente abreviado UWI FC), es un club de fútbol de la asociación jamaicana con sede en el campus de Mona de la Universidad de West Indies, cerca de Kingston.

## Historia
Fueron ascendidos a la Liga Premier Nacional por primera vez después de la temporada 2014-15. Durante su primera temporada en la primera división de Jamaica en 2015-16, el club terminó a un punto de los play-offs del campeonato.

## Entrenadores
| Entrenadores | Período       |
| ------------ | ------------- |
| Marcel Gayle | 2015-2018     |
| Andrew Peart | 2018-presente |